# Montecalvoli
Montecalvoli is een plaats (frazione) in de Italiaanse gemeente Santa Maria a Monte.